# Francesco Quinn
Francesco Daniele Quinn (Rome, 22 maart 1963 – Malibu (Californië), 5 augustus 2011) was een in Italië geboren Amerikaans acteur.

## Biografie
Quinn werd geboren in Rome als zoon van Anthony Quinn en is van Mexicaanse, Ierse en Italiaanse afkomst. 
Quinn leerde het acteren aan de HB Studio in Greenwich Village. Hij begon in 1985 met acteren in de miniserie Qua Vadis, waarna hij nog meerdere rollen speelde in televisieseries en films.
Quinn was van 1992 tot en met 2011 getrouwd met een nicht van Alex Higgins, met wie hij een zoon en dochter had. Op 5 augustus 2011 stierf hij aan een hartinfarct terwijl hij aan het hardlopen was met zijn zoon. Hij was sportief actief in skiën, snowboarden, windsurfen, vrijduiken, fietsen en motorcrossen. Quinn was een fervent reiziger en sprak vloeiend Engels, Frans, Spaans en Italiaans.

## Filmografie

### Films
Selectie:
- 2011 Transformers: Dark of the Moon – als Dino (stem)
- 2008 Hell Ride – als Machete
- 2006 Park – als parkwerker
- 1995 Red Shoe Diaries 5: Weekend Pass – als Tommy
- 1986 Platoon – als Rhah

### Televisieseries
Uitgezonderd eenmalige gastrollen.
- 2010-2011 The Glades – als Eduardo Garcia – 2 afl.
- 2011 Il commissario Manara – als Fabrizio Raimondi – 7 afl.
- 2011 Zen – als Gilberto Nieddu – 3 afl.
- 2008 The Shield – als Beltran – 5 afl.
- 2003 24 – als Syed Ali – 5 afl.
- 2002 JAG – als Kabir Atef – 4 afl.
- 1999-2001 The Young and the Restless – als Tomas del Cerro – 90 afl.
- 1985 Qua Vadis – als Marcus Vinicus – 6 afl.

### Computerspellen
- 2010 Mass Effect 2 – als stem
- 2008 Endwar – als stem
- 2008 Quantum of Solace – als stem
- 1999 Command & Conquer: Tiberian Sun – als generaal Vega

- Biblioteca Nacional de España: XX1709932
- Bibliothèque nationale de France: cb142182760 (data)
- Gemeinsame Normdatei: 129591998
- International Standard Name Identifier: 0000 0000 4879 6416
- Library of Congress Control Number: nr2002040351
- Virtual International Authority File: 33081155
- WorldCat: E39PBJjmVv9FjRtx3rPkVbtMyd